# Conservatorio Carlos Valderrama
Conservatorio Carlos Valderrama es un centro superior de formación artística peruano de rango universitario con sede en la ciudad de Trujillo. Lleva su nombre en honor al músico Carlos Valderrama, quien fuera integrante del Grupo Norte. Está ubicado a espaldas de la catedral de la ciudad en el Centro Histórico de Trujillo.

## Historia
Desde el año 2011 el Conservatorio Regional de Música del Norte Público Carlos Valderrama de Trujillo tiene autorización para ofrecer carreras profesionales formación musical y otorgar grados de bachiller y títulos de licenciado a nombre de la nación en sus respectivas carreras por  Resolución n.º 0366-2012 -ANR de la Asamblea Nacional de Rectores de la república peruana.

## Programas Preparatorios
- Iniciación Musical PEIM
- Formación Temprana FOTEM
- Formación Básica FOBAS

## Escuelas Profesionales
- Escuela Profesional de Música
- Escuela Profesional de Educación Musical